# 国際刑事裁判所の設立に関する最終合意書
国際刑事裁判所の設立に関する国連全権外交使節会議における最終合意書(こくさいけいじさいばんしょのせつりつにかんするこくれんぜんけんがいこうかいぎにおけるさいしゅうごういしょ, The Final Act of the United Nations Diplomatic Conference of Plenipotentiaries on the Establishment of an International Criminal Court, 通称：国際刑事裁判所の設立に関する最終合意書又は最終合意書)は、独立した常設の国際刑事裁判所の設立という同会議（ローマ会議）の主旨に賛同する国家に対し、具体的な達成目標を設置し、これに対する最終合意を求めた合意文書である。この最終合意書は1998年7月17日、国際刑事裁判所規程(ローマ規程)の採択と同じ日に採択された。この最終合意書に署名した国は、ローマ規程に署名していなくとも、準備委員会の会合や締約国会議に参加するオブザーバー資格を保有する。略称はThe Final Act又は最終合意書。

## 成立
- 1998年7月17日 - ローマ会議にて採択
- 1998年7月17日 - 発効

## 加盟
- 署名 - 159カ国/169機構
- 批准 - なし（合意文書なので批准の必要なし）

日本は即日で署名した。

## 合意内容
この最終合意書では、ローマ会議に参加した全ての参加国の総意として、以下の点について合意した。
11項目の最終合意内容
1. 国際刑事裁判所に関する準備委員会を設置する。
2. 準備委員会のメンバーはこの最終合意書に署名した国とする。
3. 準備委員会は委員長その他の要職を選出し、委員会の手続き規則および行動計画を策定する。
4. 準備委員会における公式言語は国連総会におけるそれと同じものとする。
5. 準備委員会は国際刑事裁判所を設立し、運営可能にするための現実的な枠組みを策定する。この目的を達成するため、以下の8つの文書の草案の作成にあたるものとする。
  1. 手続き及び証拠に関する規則
  2. 犯罪の諸要素
  3. 国連と国際刑事裁判所との間で締結される地位協定
  4. ホスト国と国際刑事裁判所との間で締結される本部協定における基本原則
  5. 財務規範及び規則
  6. 国際刑事裁判所の特権及び免除に関する協定
  7. 初年度予算
  8. 締約国会議に関する手続き規則
6. 手続きと証拠の規則および犯罪の諸要素の最終草案作成期限は2000年6月30日までとする。
7. 準備委員会は侵略犯罪に関する定義を提案する。この定義には、侵略犯罪の犯罪要素の定義、国際刑事裁判所がその管轄権を行使できる諸条件が含まれるものとする。準備委員会は侵略犯罪を国際刑事裁判所の管轄犯罪とする目的で、締約国会議の検討会議でこれらの提案を提出する。（→侵略犯罪に関する特別作業部会）
8. 準備委員会は初年度の締約国会議が終了するまで存続するものとする。
9. 準備委員会はその責務の範囲にある全ての事項について、第一回締約国会議においてその報告を提出するものとする。
10. 準備委員会の開催地は、国連本部とする。
11. 国連事務総長は、現在討議されている全ての決議について必要に応じて国連総会に提出するものとする。

- 以上の11項目の合意が含まれる最終合意書に署名した国は、ローマ規程に署名していなくとも、準備委員会の会合や締約国会議に参加するオブザーバー資格を保有する。

## 締約国会議
締約国会議（Assembly of States Parties, 略称：ASP）とは、ローマ規程に署名及び批准による加盟、あるいは加入したことにより締約国となった国が、国際刑事裁判所（ICC）の運営及び監督権を行使する国際会議のことである。通常、年に1回開催される。

### メンバー
ASPのメンバーには、一国につき一票の投票権が与えられ、また締約国の合意(原則として全会一致)によって設置される各委員会(committee)、作業部会(working group)及び特別作業部会（special working group）への参加資格も与えられる。

### 議長
ASPの議長（President）はメンバー国が持ち回りで交代して担当する。任期は3年。2002年7月のASP発足時、初代議長はイラク王室出身でヨルダンの外交官ザイード・アルフセイン王子（Prince Zeid Ra'ad Zeid Al-Hussein）が務めた。2021年現在の議長はアルゼンチンのシルビア・フェルナンデス・デ・グルメンディ（アルゼンチン）（Silvia Fernández de Gurmendi）、副議長（Vice-President）は、カナダのロバート・キース・レイ（Robert Keith Rae）とチェコのカテシュイン・セコンソバ（Kateřina Sequensová ）Bureau of the Assembly。

### 権限
ASPは、ローマ規程のICCの最高意思決定機関で、ICCの運営や予算に関する決定権を持つ。同様の組織は世界銀行や国際復興開発銀行などその他の国連・国際機関にも見られ、あらゆる国際機関は基本的にASPによってその履行の監視・監督が行われるようになっている。

## 全参加者が署名者
- 最終合意書の署名国には、ローマ会議に参加した全ての国が含まれており、ロシア、インド、ジンバブエのほか、中華人民共和国、アメリカ合衆国、イスラエル、イラク、リビア、カタール、イエメンなど、ローマ規程に反対票を投じた国も含まれる。すなわち、規程に署名をしなかった日本も含めて、全世界159カ国が、国際刑事裁判所に関する準備委員会会合（PrepCom）およびASPに出席する資格を保有していることになる。
- さらにこの最終合意書には、国家の他に準国家組織、IGO（政府間組織）や国連の各機関、NGO（非政府組織）も署名しており、NGOについては、この最終合意書に記されることによりASPへのオブザーバー参加資格が与えられている。CICC(国際NGO連合）は、これにより全ての準備委員会会合及びASPへの参加資格を得た。

## 会議の参加者（署名者）

### 国家
総数：159カ国（アルファベット順）
- アフガニスタン
- アルバニア
- アルジェリア
- アンドラ
- アンゴラ
- アルゼンチン
- アルメニア
- オーストラリア
- オーストリア
- アゼルバイジャン
- バーレーン
- バングラデシュ
- バルバドス
- ベラルーシ
- ベルギー
- ベナン
- ボリビア
- ボスニア・ヘルツェゴビナ
- ボツワナ
- ブラジル
- ブルネイ
- ブルガリア
- ブルキナファソ
- ブルンジ
- カメルーン
- カナダ
- カーボベルデ
- 中央アフリカ
- チャド
- チリ
- 中国
- コロンビア
- コモロ
- コンゴ共和国
- コスタリカ
- コートジボワール
- クロアチア
- キューバ
- キプロス
- チェコ

- コンゴ民主共和国
- デンマーク
- ジブチ
- ドミニカ国
- ドミニカ共和国
- エクアドル
- エジプト
- エルサルバドル
- エリトリア
- エストニア
- エチオピア
- フィンランド
- フランス
- ガボン
- ドイツ
- ガーナ
- ギリシャ
- グアテマラ
- ギニア
- ギニアビサウ
- ハイチ
- バチカン
- ホンジュラス
- ハンガリー
- アイスランド
- インド
- インドネシア
- イラン
- イラク
- アイルランド
- イスラエル
- イタリア
- ジャマイカ
- 日本
- ヨルダン
- カザフスタン
- ケニア
- クウェート
- キルギス
- ラオス

- レソト
- リベリア
- リビア
- リヒテンシュタイン
- リトアニア
- ルクセンブルク
- マダガスカル
- マラウイ
- マレーシア
- マリ
- マルタ
- モーリタニア
- モーリシャス
- メキシコ
- モナコ
- モロッコ
- モザンビーク
- ナミビア
- ネパール
- オランダ
- ニュージーランド
- ニカラグア
- ニジェール
- ナイジェリア
- ノルウェー
- オマーン
- パキスタン
- パナマ
- パラグアイ
- ペルー
- フィリピン
- ポーランド
- ポルトガル
- カタール
- 韓国
- モルドバ
- ルーマニア
- ロシア
- ルワンダ
- サモア

- サンマリノ
- サントメ・プリンシペ
- サウジアラビア
- セネガル
- シエラレオネ
- シンガポール
- スロバキア
- スロベニア
- ソロモン諸島
- 南アフリカ共和国
- スペイン
- スリランカ
- スーダン
- エスワティニ
- スウェーデン
- スイス
- シリア
- タジキスタン
- タイ
- 北マケドニア
- トーゴ
- トリニダード・トバゴ
- チュニジア
- トルコ
- ウガンダ
- ウクライナ
- アラブ首長国連邦
- イギリス
- タンザニア
- アメリカ合衆国
- ウルグアイ
- ウズベキスタン
- ベネズエラ
- ベトナム
- イエメン
- ザンビア
- ジンバブエ

### 非国家
総数：169機構
- 準国家機構（Organizations）　1
  - パレスチナ
- 政府間機構（Intergovernmental Organizations）　16
- 国際専門機関（Specialized Agencies）　5
  - 国際労働機関（ILO）
  - 国際連合食糧農業機関（FAO）
  - 国連教育科学文化機関（UNESCO）
  - 国際農業開発基金（IFAD）
  - 国際原子力機関（IAEA）
- 国連計画及び所属機構（United Nations Programs and Bodies）[1]　9
  - 国際連合児童基金（UNICEF）
  - 国際連合難民高等弁務官事務所（UNHCR）
  - 国際連合犯罪防止刑事司法委員会（United Nations Commission on Crime Prevention and Criminal Justice）
  - 国際連合人権高等弁務官事務所（OHCHR）
  - 国連薬物犯罪事務所（UNODC）[2]
  - ルワンダ国際戦犯法廷（ICTR）
  - 旧ユーゴスラビア国際戦犯法廷（ICTY）
  - 国際法委員会（ILC）
  - 国際連合世界食糧計画（WFP）

- 非政府組織（Non-Governmental Organizations）138